# (18228) Гиперенор
(18228) Гиперенор (лат. Hyperenor, др.-греч. Ὺπερήνωρ) — троянский астероид Юпитера, двигающийся в точке Лагранжа L5, в 60° позади планеты. Астероид был открыт 26 марта 1971 года голландскими астрономами К. Й. ван Хаутеном, И. ван Хаутен-Груневельд и Томом Герельсом в Паломарской обсерватории и назван в честь Гиперенора, одного из защитников Трои.

Орбита астероида Гиперенор и его положение в Солнечной системе